# Рау, Эрнст
Эрнст Ра́у (нем. Ernst Rau, 4 января 1927, Квиршид — 2 мая 2012, Ауэрсмахер, Саар) — саарский фехтовальщик, немецкий тренер. Участник летних Олимпийских игр 1952 года.

## Биография
Эрнст Рау родился 4 января 1927 года в немецкой общине Квиршид.
Выступал в соревнованиях по фехтованию за «Саар-05» из Саарбрюккена. Был сильнейшим саблистом Саара.
В 1952 году вошёл в состав сборной Саара на летних Олимпийских играх в Хельсинки. Выступал в четырёх дисциплинах фехтовальной программы. В личном турнире рапиристов в первом раунде поделил 5-7-е места в группе, выиграв 2 из 7 поединков. В командном турнире рапиристов сборная Саара, за которую также выступали Вальтер Брёдель, Карл Бах и Гюнтер Кнёдлер, в первом раунде проиграла в группе Венгрии — 1:15 и Бельгии — 3:9. В личном турнире саблистов в первом раунде занял 5-е место в группе, выиграв 3 из 7 поединков. В командном турнире саблистов сборная Саара, за которую также выступали Бах, Вилли Рёсслер, Кнёдлер и Брёдель, проиграла в группе Венгрии — 1:15 и Аргентине — 4:12.
По завершении выступлений работал тренером. В 1975 году стал тренером клуба «Нойнкирхен-1860».
Умер 2 мая 2012 года в немецком районе Ауэрсмахер.